# Marie de Maupeou
Marie François Fouquet (1590 – 1681) è stata una scrittrice e filantropa francese.

## Biografia
Era figlia di Gilles de Maupeou e sposò Francesco IV Fouquet (1587–1640).
Fu Dame de la Charité de l'Hôtel-Dieu a Parigi (1634), direttrice dell'ospedale l'Hôpital des Filles de la Providence a Parigi (1658) e superiora dell'ordine delle Dames de la Propagation de La Foi (1664).
Scrisse un libro che fu pubblicato nel 1685: Les remèdes charitables de Madame Fouquet, pour guérir à peu de frais toute forme de maux tant internes qu'externes, invéterez, et qui ont passé jusques à présent pour incurables, sperimentale par la même dame : et augmentez de la méthode que l'on pratique à l'Hôtel des Invalides pour guérir les soldats de la vérole; si trattava di un'opera medica che descriveva esperimenti e trattamenti medicinali che lei stessa aveva sviluppato per curare varie malattie, compresa la sifilide. Questo manoscritto fu tradotto in italiano dal francese con il titolo: I rimedi di Madama Fochetti. Per sanare con pochissima spesa tutta sorte d'Infermità Interne & Esterne, Invecchiate, e passate fino al presente per Incurabili; Sperimentati dalla Pietà della medesima Dama.

## Nella cultura di massa
Le è stato dedicato il cratere Fouquet sulla superficie di Venere.